# Siljansvägen

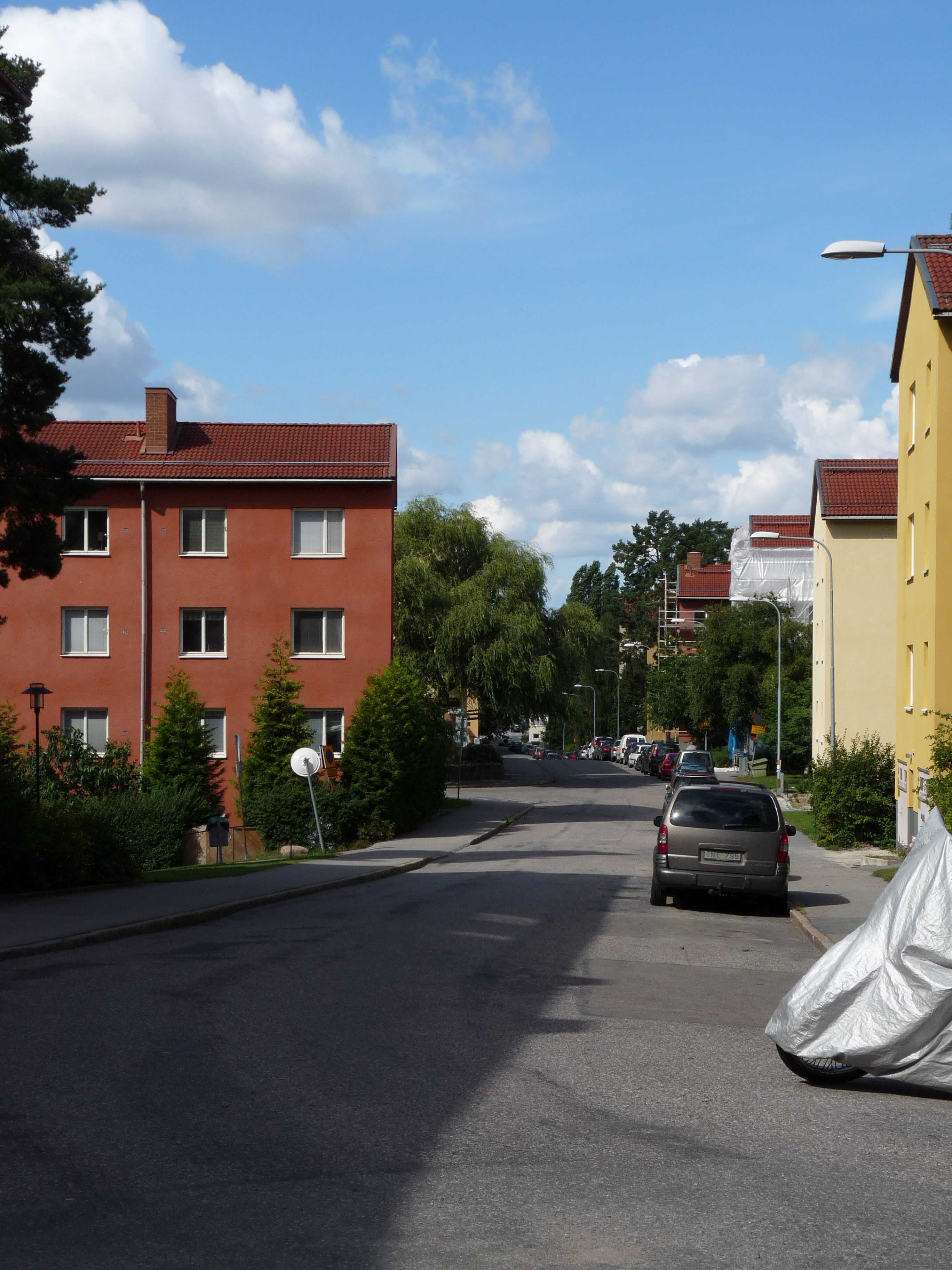
Bostadshus vid Siljansvägen, augusti 2011.

Siljansvägen är en gata i stadsdelen Årsta i Söderort inom Stockholms kommun. Gatan sträcker sig från Siljansparken i nordväst till gatans ände i sydost. Siljansvägen korsar bland annat Åmänningevägen. En park vid namn Snigelparken är belägen vid gatans korsning med Ottsjövägen. Det finns även en Coop vid Siljansvägen. Gatan namngavs 1941 och ingår i kategorin gatunamn sjöar och vikar. Namnet kommer från sjön Siljan i Dalarna. Längden på gatan är cirka 770 meter.

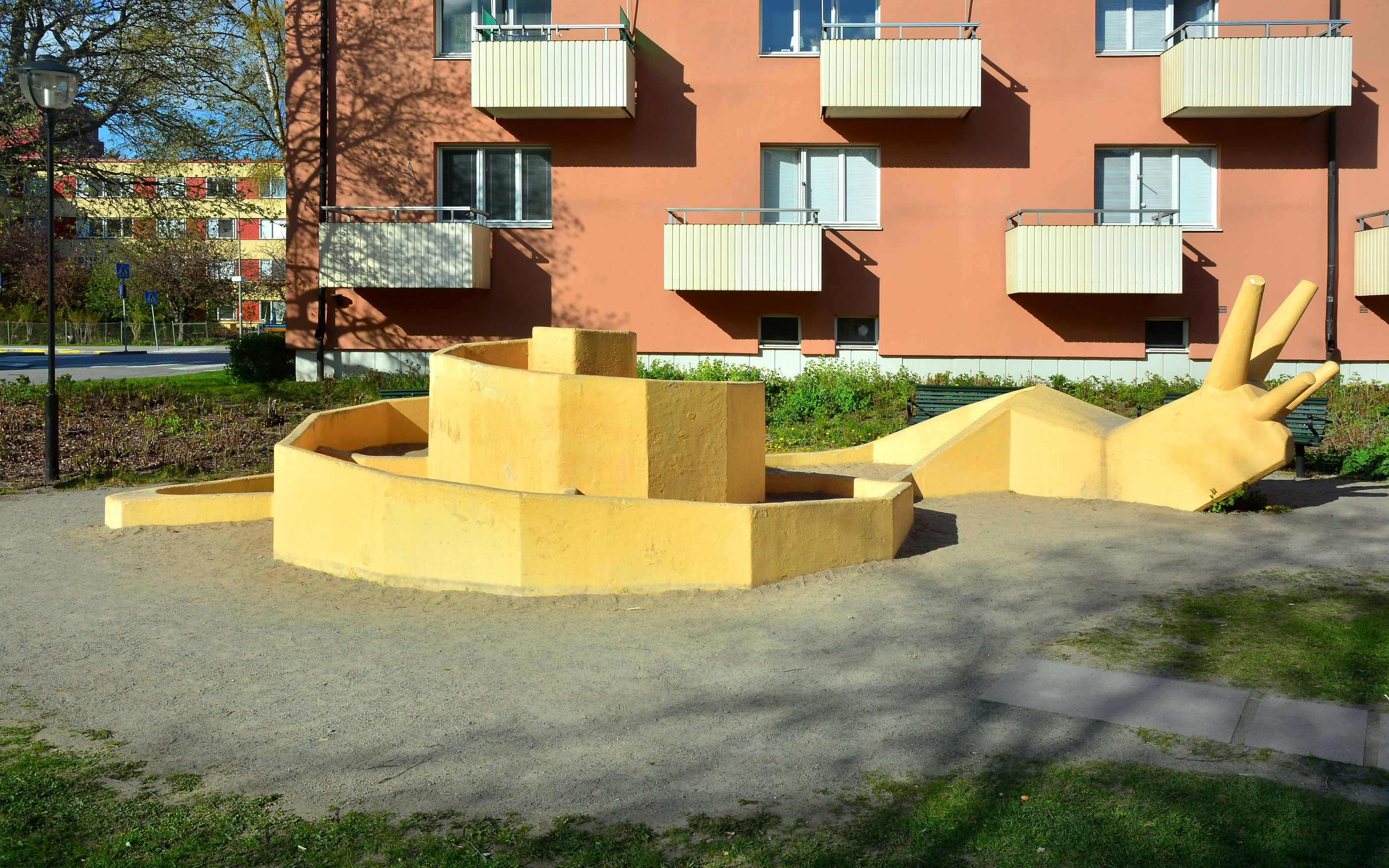
Snigelparken vid Siljansvägen, maj 2014.